# Dimitris Papadopulos
Dimitris Papadopulos (gr. Δημήτρης Παπαδόπουλος; ur. 20 października 1981 w Gagarinie, Uzbecka SRR) – grecki piłkarz, który występował na pozycji napastnika. W latach 2002–2014 reprezentant Grecji. Złoty medalista Mistrzostw Europy 2004. 
W swojej karierze występował m.in. w takich klubach jak: Panathinaikos AO, PAE Atromitos, Burnley, Dinamo Zagrzeb, PAOK czy Celta Vigo. 

## Kariera
W wieku 8 lat Papadopulos trafił do szkółki APO Akratitos, natomiast w pierwszej drużynie zadebiutował w 1999 roku. Dwa lata po debiucie 18-letniego wówczas napastnika Akratitos awansowało do I ligi, lecz Grek na tyle dobrze grał w niższej lidze, że za 700 tys. euro kupiło go angielskie Burnley F.C. Tu Papadopulosowi zupełnie się nie wiodło - przez 2 lata rozegrał 35 meczów i strzelił zaledwie 6 goli. W czerwcu 2003 roku Papadopoulos wrócił do Grecji, a konkretnie do Panathinaikosu AO. 2004 rok okazał się przełomowy dla filigranowego napastnika - wraz z Koniczynkami zdobył Mistrzostwo i Puchar Grecji, został królem strzelców tutejszej ekstraklasy, strzelając 17 goli w 26 meczach, a także wybrano go na najlepszego zawodnika ligi greckiej.
13 listopada 2008 na zasadzie wolnego transferu przeszedł do włoskiego US Lecce. Od 2009 roku reprezentuje chorwacki klub Dinamo Zagrzeb.
W reprezentacji Grecji zadebiutował w 2002 roku. Dwa lata później wraz z kolegami triumfował w Mistrzostwach Europy.  Papadopulos w kadrze rozegrał 22 mecze i zdobył 2 bramki.